# Cheongsando
Cheongsando (hangul: 총산도) är en ö i Sydkorea.   Den ligger i provinsen Södra Jeolla, i den södra delen av landet, 400 km söder om huvudstaden Seoul. Arean är 33 kvadratkilometer. Ön ligger i sin helhet i socknen Cheongsan-myeon.
Terrängen på Cheongsando är lite kuperad. Öns högsta punkt är 360 meter över havet. Den sträcker sig 7,6 kilometer i nord-sydlig riktning, och 7,2 kilometer i öst-västlig riktning.